# CONCACAF Central American Cup
La CONCACAF Central American Cup (in spagnolo Copa Centroamericana), è una competizione calcistica per squadre di club dell'America centrale.
È disputata dalle squadre provenienti dalle nazioni del centroamerica e assicura le qualificazioni alla CONCACAF Champions Cup.
La prima edizione ha avuto luogo nel 2023.

## Storia
Il 21 settembre 2021 la CONCACAF ha annunciato l'intenzione di un rebranding della Champions League, con il passaggio da 16 a 27 squadre per l'edizione 2024. In virtù di questo cambiamento, ha confermato la creazione di alcuni tornei di qualificazione regionali per nordamerica, centroamerica e Caraibi a partire dal 2023. La Central American Cup sostituisce quindi la cessata CONCACAF League come unico metodo di qualificazione alla Champions Cup per le squadre dell'America centrale.

## Formula del torneo
Il torneo, all'esordio nel 2023, vede le 20 squadre divise in quattro gironi di sola andata, ognuno da cinque squadre. Le prime due di ogni girone si qualificano per la fase ad eliminazione diretta, con l'aggiunta di un turno di spareggio tra le sconfitte ai quarti di finale.
Le quattro semifinaliste e le due vincenti dello spareggio tra le sconfitte ai quarti di finale si qualificano per la CONCACAF Champions Cup. La vincente della competizione otterrà la qualificazione diretta agli ottavi di finale, mentre tutte le altre si qualificheranno al primo turno.

## Qualificazione
Le 20 squadre che prendono parte alla competizione provengono dalle sette federazioni affiliate alla UNCAF e sono qualificate in base ai risultati ottenuti nei rispettivi campionati nazionali.
I criteri di qualificazione per 18 slot sono i seguenti:
- 3 squadre dalla  Costa Rica
- 3 squadre da  El Salvador
- 3 squadre dal  Guatemala
- 3 squadre dall' Honduras
- 3 squadre da  Panama
- 2 squadre dal  Nicaragua
- 1 squadra dal  Belize

Per l'edizione del 2023, i due ultimi slot sono stati assegnati a Costa Rica e Honduras, avendo i loro club raggiunto la finale della CONCACAF League 2022. Per le edizioni successive saranno definiti i criteri per l'assegnazione dei due slot. Nell'edizione 2024 i due slot extra sono stati assegnati a Costa Rica e Honduras in virtà delle performance dei loro club nell'edizione precedente della competizione.

## Albo d'oro
| Anno | Finale      | Finale    | Finale             |
| Anno | Vincitore   | Punteggio | Finalista perdente |
| ---- | ----------- | --------- | ------------------ |
| 2023 | Alajuelense | 3-0 / 1-1 | Real Estelí        |
| 2024 | Alajuelense | 1-1 / 2-1 | Real Estelí        |